# Lista zabytków w Mellieħa
To jest lista zabytków w miejscowości Mellieħa na Malcie, które są umieszczone na liście National Inventory of the Cultural Property of the Maltese Islands.

## Lista
| Nazwa zabytku               | Lokalizacja                     | Współrzędne                                   | Nr na liście NICPMI | Zdjęcie |
| --------------------------- | ------------------------------- | --------------------------------------------- | ------------------- | ------- |
| Wieża Armier i bateria      | Triq ir-Ramla tat-Torri l-Abjad | 35°59′43,7″N 14°21′52,2″E/35,995485 14,364502 | 00032               |         |
| Wieża św. Agaty             | Triq tad-Daħar                  | 35°58′28,7″N 14°20′34,7″E/35,974649 14,342961 | 00033               |         |
| Devil’s Farmhouse           | boczna Triq Tal-Prajjet         | 35°57′21,1″N 14°21′00,2″E/35,955853 14,350050 | 01201               |         |
| Wieża Għajn Ħadid           | Ix-Xagħra ta’ Selmun, Selmun    | 35°58′04,0″N 14°23′06,2″E/35,967767 14,385066 | 1378                |         |
| Bateria Wied Musa           | Triq il-Marfa                   | 35°59′12,6″N 14°20′31,4″E/35,986841 14,342066 | 1389                |         |
| Bateria Vendôme             | Triq Ramlet il-Qortin, L-Armier | 35°59′22,3″N 14°21′12,7″E/35,989519 14,353529 | 1390                |         |
| Reduta Crivelli             | Triq L-Armier                   | 35°59′21,0″N 14°21′29,1″E/35,989157 14,358082 | 1391                |         |
| Reduta Qortin               | Ramlet il-Qortin                | 35°59′11,4″N 14°21′05,0″E/35,986498 14,351384 | 1392                |         |
| Reduta Tal-Bir              | Triq il-Ramla tal-Bir           | 35°59′08,8″N 14°20′47,4″E/35,985784 14,346499 | 1393                |         |
| Louvier Entrenchment        | L-Armier                        | 35°59′29,6″N 14°21′44,5″E/35,991568 14,362367 | 1394                |         |
| Ta’ Kassisu Entrenchment    | L-Aħrax                         | 35°58′43,0″N 14°21′30,5″E/35,978599 14,358480 | 1395                |         |
| Bateria Westreme            | Triq Dawret it-Tunnara          | 35°57′59,8″N 14°21′25,1″E/35,966601 14,356976 | 1396                |         |
| Bateria Mistra              | Mistra Bay                      | 35°57′30,4″N 14°23′42,0″E/35,958433 14,395008 | 1397                |         |
| Għajn Tuffieħa Entrenchment | Golden Bay, Għajn Tuffieħa      | 35°56′05,0″N 14°20′42,4″E/35,934727 14,345102 | 1412                |         |